# Dragana Mirković
Dragana Mirković (în sârbă Драгана Мирковић, pronunțat [drǎɡana mǐːrkɔ̝v̞it͡ɕ]; n. 18 ianuarie 1968, Kasidol, Braničevo, Serbia) este o cântăreață de muzică pop-folk din Serbia. A devenit celebră în anii 1980 când a făcut parte din trupa iugoslavă Južni Vetar. Astăzi, Mirković este unul dintre cei mai vânduți artiști din fosta Iugoslavie cu aproape 10 milioane de înregistrări vândute. Alături de soțul ei, a fondat și un canal de muzică prin satelit, numit DM SAT (Dragana Mirković Satelitska Televizija). 

## Viața și cariera

### Tinerețe
Mirković s-a născut în ianuarie 1968, în Kasidol, un sat de lângă Požarevac, Republica Socialistă Serbia, Republica Socialistă Federativă Iugoslavia, ca cel mai mic dintre cei doi copii ai familiei. În copilărie, ea a locuit cu părinții, cu bunicii și cu sora ei, Dušica. O influență muzicală majoră în tinerețe a avut-o bunicul său, Dragutin, care a cântat la acordeon. La vârsta de cinci ani a cântat melodia populară bosniacă „Djevojka sokolu zulum učinila”. Povestea unei tinere cântărețe talentată din Kasidol s-a răspândit rapid și a atras atenția conducătorilor casei de discuri „Diskos”. Aceștia i-au vizitat acasă pe părinții ei și au sugerat ca Dragana să devină o cântăreață profesionistă. 

### Carieră
Primele două lansări ale sale, Imam dečka nemirnog (1984) și Umiljato oko moje (1985), au fost albume solo. A treia sa lansare, Spasi me samoće (1986), a fost un album de colaborare cu trupa Južni Vetar. Single-ul cu același nume a fost un succes major și a adus-o pe Mirković și trupa ei în topul scenei muzicale iugoslave. Ea a continuat să înregistreze încă patru albume cu Južni Vetar: Ruže cvetaju samo u pesmama (1987), Najlepši par (1988) cu hitul „Milo moje, što te nema”, Simpatija (1989) și Pomisli želju (1990). La sfârșitul anilor 1980 și în anii 1990, Dragana a avut turnee cu trupa Južni Vetar (din care făceau parte Kemal Malovčić, Šemsa Suljaković, Sinan Sakić, Mile Kitić și Toshko Vasilov). În 1989, Dragana a colaborat cu trupa pop Zana la hitul lor „E, Moj Doktore” („Oh, doctore!”). Această melodie este adesea considerată ca unul dintre cele mai importante momente ale carierei sale. 
Al optulea album de studio al ei (și al treilea proiect solo), Dobra devojka (1991), a avut două single-uri importante: "Umreću zbog tebe" și "Dodaj gaz". A fost urmat de Dolaze nam bolji dani (1992) cu mai multe melodii de succes: "Umirem majko", "Pitaju me u mom kraju", "Da, da, da", "O, da li znaš", "Dobro jutro, dobar dan"," Sedmi dan". În același an, a susținut unsprezece concerte în Belgrad, cu o audiență de 50.000 de spectatori. Spre deosebire de mulți alți cântăreți din Balcani, cariera sa nu a fost grav afectată de Războaiele Iugoslave. În 1993 a apărut cel de-al zecelea album de studio al ei, Do poslednjeg daha, care a conținut melodia de succes cu același nume, împreună cu "Baš tebe volim ja". Mai multe piese de succes au apărut în cel de-al unsprezecelea album al său, Nije tebi do mene (1994): "Crni leptir", "Čarolija", "Varala bih, varala" și "Opojni su zumbuli". A susținut un concert în Podgorica, Muntenegru cu 25.000 de spectatori. A debutat în actorie în 1994 în filmul de comedie Slatko Od Snova, care a avut premiera la 4 decembrie 1994. Ea a cântat în limba engleză pentru coloana sonoră a filmului. În 1996, Mirković a susținut un concert mare la Skopje, Macedonia, pe stadionul echipei FK Vardar, în fața a 30.000 de fani. În timpul turneului său din 1995, ea a fost văzută de peste 200.000 de oameni, iar doi ani mai înainte fusese declarată a treia cea mai populară personalitate a fostei Iugoslavii.  
Mirković a mai lansat încă patru albume în anii 1990: Plači Zemljo (1995) cu single-uri ca „I u dobru iu zlu”, „Vrati mi se ti”, „Uzeo si moja jutra” și „Divlja devojka”, Nema promene (1996), cu single-uri „Dušu si mi opio”, „To nije tvoja stvar” și „Oči pune tuge”, Kojom gorom (1997) cu melodii precum „Poslednje veče”, „O na, na, na” și melodia titlulară. Ultimul ei album din anii 1990 a fost U godini (1999), un album de colaborare cu Zlaja Band. După lansarea celui de-al șaptesprezecea album de studio, Sama, cu single-uri de succes "Svatovi" și "Sama", ea a avut o perioadă de patru ani în care nu a lansat niciun album. 
Dragana Mirković a revenit cu Trag u vremenu în 2004. Albumul a conținut mai multe single-uri, printre care „Tamo gde je milo moje”, „Prsten”, „Zašto zoro svanjavaš” și „Preživeću”. A lansat apoi încă două albume: Luče moje (Dragul meu, 2006) cu single-uri de succes „Pečat na usnama”, „Na kraju”, „Luda kao ja”, „Nepoželjna” și melodia titulară, apoi Eksplozija (2008) cu melodii ca „Laste”, „Zemljo okreni se”, „Ko je ta” și „Život moj”. 
În prima jumătate a anului 2011, ea a lansat trei piese noi și un remake al unei melodii vechi ale sale. Noile melodii, „Drugovi”, „Srce moje” și „Jedini”, au devenit toate hituri în țările ex-iugoslave. Versiunea actualizată a piesei sale din 1991, „Umreću zbog tebe” a fost, de asemenea, bine primită. Aceste patru piese, împreună cu șaisprezece altele noi sunt prezentate pe albumul ei jubileu, 20, care a fost lansat la 5 decembrie 2012.

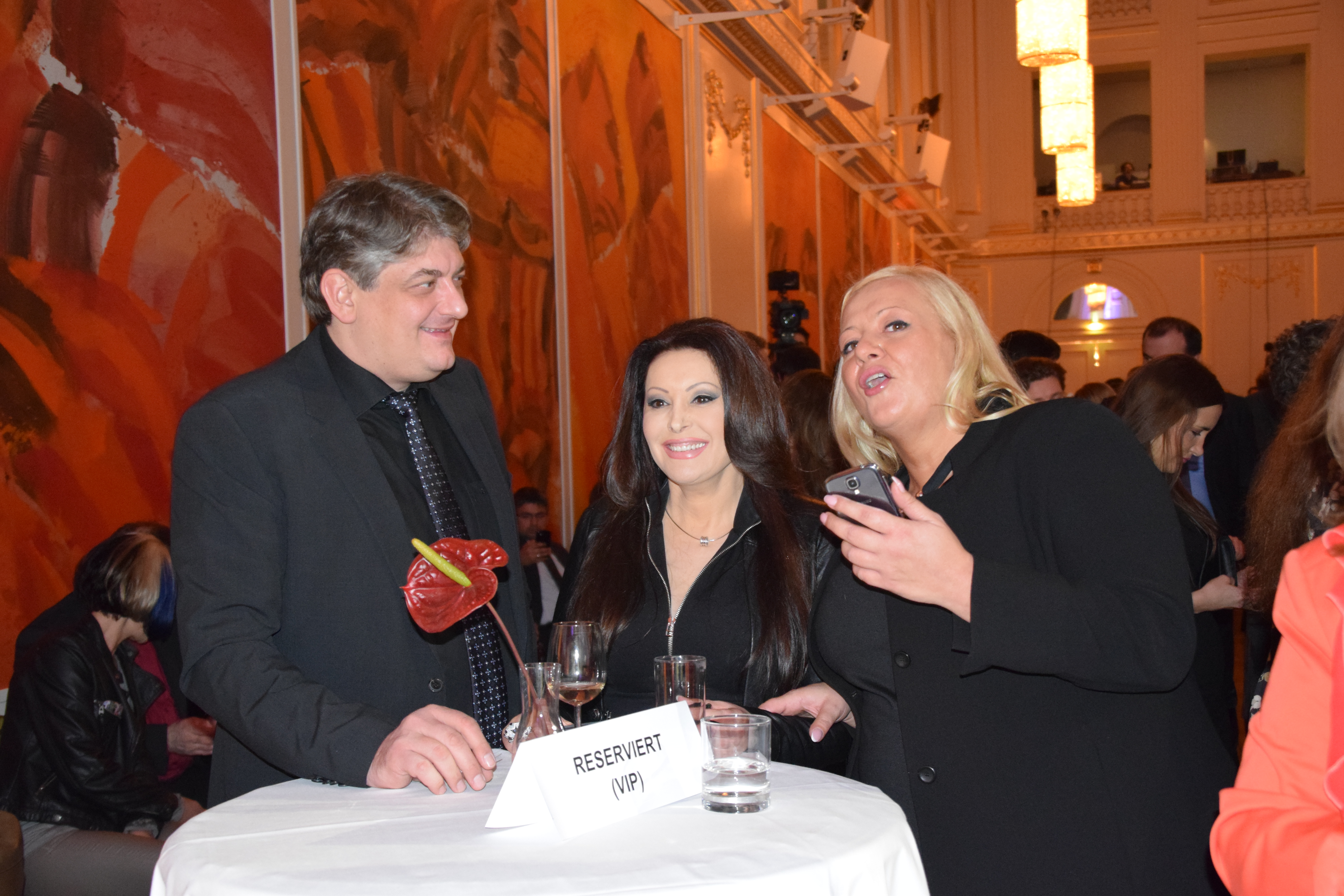
Soțul Toni, Dragana și o prietenă, 29 ianuarie 2015.

### Viață personală
Dragana s-a căsătorit cu un om de afaceri austriac de etnie croată bosniacă, Toni Bijelić, în 1999. Cuplul are un fiu, Marko (născut în 2000) și o fiică, Manuela (născută în 2001). Ei locuiesc în capitala austriacă Viena. 

## Alte proiecte
La 17 septembrie 2012, Mirković a anunțat că va susține un concert umanitar la Zenica, Bosnia, pe 7 noiembrie, în Arena Zenica. La concert, numit „Dragana și prietenii Zenicăi”, au participat și cântăreții Hanka Paldum, Boban Rajović, Halid Muslimović și trupa Plavi orkestar. Concertul a strâns în jur de 26.500 de euro (aproximativ 36.500 de dolari SUA) pentru Bucătăria Poporului.(People's Kitchen). Luna următoare, tabloidele sârbe au susținut că „politicienii locali” din Zenica au luat 7.500 de euro din bani pentru a plăti închirierea arenei, iar alți 11.500 de euro pentru sistemul de sunet, lăsând doar aproximativ 7.500 de euro în scopuri de caritate. Tabloidele au susținut că majoritatea banilor au fost destinați cheltuielilor personale ale politicienilor. De asemenea, în timpul concertului, Mirković și Hanka Paldum au cântat prima dată în public duetul lor „Kad nas vide zagrljene” (When They See Us Embrace). Piesa a avut premiera oficială un an mai târziu, pe 26 noiembrie 2013, când a fost lansat videoclipul. Videoclipul o arată pe Dragana din Belgrad cântând despre Serbia și pe Hanka în Sarajevo cântând despre Bosnia. Aproape de sfârșitul videoclipului se întâlnesc pe Stari Most din Mostar, se îmbrățișează și dansează. Videoclipul lor a fost transmis de nenumărate ori în mass-media sârbă și bosniacă.
La 19 decembrie 2013, Mirković, împreună cu Lepa Brena, Severina, Haris Džinović, Aca Lukas și Jelena Karleuša, au fost invitați la un concert umanitar de Goran Bregović la Sala Olimpică Juan Antonio Samaranch din capitala bosniacă Sarajevo pentru romii din Bosnia și Herțegovina.

## Discografie
Albume de studio
- Imam dečka nemirnog (1984)
- Umiljato oko moje (1985)
- Spasi me samoće (1986)
- Ruže cvetaju samo u pesmama (1987)
- Najlepši par (1988)
- Simpatija (1989)
- Pomisli želju (1990)
- Dobra devojka (1991)
- Dolaze nam bolji dani (1992)
- Do poslednjeg daha (1993)
- Nije tebi do mene (1994)
- Plači zemljo (1995)
- Nema promene (1996)
- Kojom gorom (1997)
- U godini (1999)
- Sama (2000)
- Trag u vremenu (2004)
- Luče moje (2006)
- Eksplozija (2008)
- 20 (2012)
- Od milion jedan (2017)

Altele
- Slatko Od Snova (1994)
- Zauvek (2003)